# 愛德華·艾伯爾
愛德華·華爾特·艾伯爾（英文：Edward Walter Eberle，1864年8月17日—1929年7月6日）海軍上將，美國第三任海軍作戰部長。

## 早年生活
艾伯爾出生於德州丹頓市，父母為約瑟夫與瑪麗·艾伯爾。艾伯爾出生後就隨父母搬到阿肯色州史密斯堡，直到他於1881年進入美國海軍官校。見習官艾伯爾於1885年畢業，先後服役於單桅戰船莫希干號（USS Mohican）與山南度號（USS Shenandoah），以及蒸汽鐵殼船遊騎兵號（USS Ranger）。1887年獲得少尉任命後，艾伯爾先至華盛頓進行短期工作，接著便派任至擔任護漁任務的海洋研究船，鐵殼砲艇信天翁號（USS Albatross）。經過三年海上勤務後，他於1890年11月調到華盛頓海軍造船廠進行海軍艦砲的研究，在這裡他培養出對海軍砲術的興趣，並成為他海軍生涯的重心。

## 美西戰爭至海軍官校校長
1891年3月，他搭乘練習用單桅戰船前往遠東地區執勤，並於1893年轉到隸屬於美國海軍亞洲分隊（Asiatic Squadron）的另一艘單桅戰船馬里恩號（USS Marion）。1894年8月調回美國本土，至海軍官校服務。1896年6月升中尉，並調到戰艦奧勒岡號（USS Oregon，BB-3）上服役。1898年隨艦參與美西戰爭，並在古巴聖地牙哥海戰中表現優異  ，之後並參與了凱馬勒那（Caimanera）的岸轟任務。由於戰功，艾伯爾於1899年3月升上尉，並擔任美國海軍亞洲分隊總司令阿爾伯特·巴克（Albert S. Barker）上將的副官。並回到海軍官校，草擬美國海軍第一部現代化的砲術與魚雷操典，以及研究以無線電進行戰艦間的聯繫與指揮。
1901年艾伯爾調到戰艦印第安納號（USS Indiana，BB-1）一年，1902年9月改任布魯克林造船廠廠長，1903年3月再次擔任巴克上將（時任美國海軍大西洋艦隊司令）的副官，並在兩年的勤務中獲晉升為少校。之後他先後在海軍戰爭學院與位於舊金山的海軍訓練基地服務，並於1908年12月升中校。1910年出掌砲艦威靈號（USS Wheeling，PG-14/IX-28），並進行世界巡弋的勤務。1912年升上校，負責指揮大西洋艦隊的魚雷艦隊。在這個位置上，他研究在敵方攻擊時以煙幕來保護驅逐艦，並且是建立海軍航空兵力的支持者，他認為航空兵力是從事觀測及攻擊敵方潛艇的利器。
由於出色的行政與海上勤務經驗，艾伯爾上校於1915年獲提命出任海軍官校校長。由於一連串的醜聞已影響到海軍官校的聲譽，因此艾伯爾校長的任務便是重振海軍官校的聲譽。在校長任內，艾伯爾上校成功的達成使命，並讓他獲得了優異服務勳章。艾伯爾於1919年1月晉升少將，並接任大西洋艦隊的戰鬥艦戰隊指揮官。

## 海軍作戰部長
艾伯爾少將於1921年6月30日接任美國太平洋艦隊司令，並晉升上將 。1923年7月17日接替昆茲上將擔任海軍作戰部長。在他的任內，由於裁軍會議，預算緊縮與許多政界醜聞 ，使得海軍的預算與勢力受到嚴峻的考驗。艾伯爾上將盡力將這些影響降到最低，並盡速完成列星頓號（USS Lexington，CV-2）與薩拉托加號（USS Saratoga，CV-3）兩艘航艦的建造，使得美國海軍得以保有航空兵力。此外，由於嫻熟外交事務與政治溝通的技巧，讓艾伯爾上將也成為美國總統在一些外交事務的諮詢對象。

## 退休與榮譽
艾伯爾將軍於1927年11月14日卸任，然後在將官會議服務，直到1928年8月退休。艾伯爾將軍退休後住在華盛頓特區，1929年7月6日病逝於華盛頓特區的海軍醫院。將軍的妻子泰絲·艾伯爾（Tazie H. Eberle）於1934年8月28日去世，兩人合葬於阿靈頓國家公墓。將軍的兒子，愛德華·藍道夫·艾伯爾（Edward Randolph Eberle）亦服務於美國海軍，以少校階級退役。
葛利福斯級驅逐艦艾伯爾號（USS Eberle，DD-430） 與人員運輸艦艾伯爾海軍上將號（USS Admiral E.W.Eberle，AP-123） 用以榮耀艾伯爾上將。
| 前任： 羅伯特·昆茲 | 美國海軍作戰部長 1923年-1927年 | 繼任： 查爾斯·休斯 |

## 註解
1. ↑  艾伯爾中尉為前主砲塔軍官，在海戰中率先擊中西班牙裝甲巡洋艦哥倫布號，見Admiral E. W. Eberle （页面存档备份，存于）
2. ↑  見Spanish cruiser Cristóbal Colón
3. ↑  The New York Times
4. ↑  如茶壺山醜聞案
5. ↑  後移交給希臘海軍，改名尼吉號（HNS Niki，D-63），見NavSource （页面存档备份，存于）
6. ↑  後改名賽門·巴克納上將號（USS General Simon B. Buckner，T-AP-123），見NavSource （页面存档备份，存于）

## 外部連結
Admiral Edward W. Eberle, USN－Naval Historical Cente

Edward Walter Eberle Admiral, United States Navy （页面存档备份，存于）－Arlington National Cemetery